# Lepidochrysops lukenia
Lepidochrysops lukenia är en fjärilsart som beskrevs av Van Someren 1957. Lepidochrysops lukenia ingår i släktet Lepidochrysops och familjen juvelvingar. Inga underarter finns listade i Catalogue of Life.